# سموئيل ماتيتي
سموئيل ماتيتي (بالإنجليزية: Samuel Matete) مواليد 27 يوليو 1968 في شينغولا، هو قافز حواجز زامبي متخصص في 400 متر حواجز. شارك في دورة الألعاب الأولمبية وحصل على الميدالية الفضية. فاز بالميدالية الذهبية في بطولة العالم لألعاب القوى.

## سجل المنافسة
| العام       | المسابقة                                | المكان              | المركز      | حدث           | ملاحظة      |
| يمثل زامبيا | يمثل زامبيا                             | يمثل زامبيا         | يمثل زامبيا | يمثل زامبيا   | يمثل زامبيا |
| ----------- | --------------------------------------- | ------------------- | ----------- | ------------- | ----------- |
| 1988        | بطولة العالم للناشئين لألعاب القوى 1988 | غريتر سودبوري، كندا | 5           | 400 م         | 46.88       |
| 1988        | بطولة العالم للناشئين لألعاب القوى 1988 | غريتر سودبوري، كندا | 5           | 400 م حواجز   | 51.70       |
| 1988        | الألعاب الأولمبية الصيفية 1988          | سول                 | 26          | 400 م حواجز   | 51.06       |
| 1991        | بطولة العالم لألعاب القوى 1991          | طوكيو               | 1           | 400 م حواجز   | 47.64       |
| 1992        | الألعاب الأولمبية الصيفية 1992          | برشلونة             | 24          | 400 م حواجز   | 49.89       |
| 1992        | كأس العالم لألعاب القوى 1992            | هافانا              | 1           | 400 م حواجز   | 48.88       |
| 1992        | كأس العالم لألعاب القوى 1992            | هافانا              | 1           | 4x400 م تتابع | 3:02.14     |
| 1993        | الألعاب الجامعية الصيفية 1993           | بوفالو              | 4           | 400 م حواجز   | 50.31       |
| 1993        | بطولة العالم لألعاب القوى 1993          | شتوتغارت            | 2           | 400 م حواجز   | 47.60       |
| 1994        | دورة ألعاب الكومنولث 1994               | فكتوريا             | 1           | 400 م حواجز   | 48.67       |
| 1994        | ألعاب النوايا الحسنة 1994               | سانت بطرسبرغ        | 2           | 400 م حواجز   | 47.98       |
| 1994        | كأس العالم لألعاب القوى 1994            | لندن                | 1           | 400 م حواجز   | 48.77       |
| 1994        | كأس العالم لألعاب القوى 1994            | لندن                | 1           | 4x400 م تتابع | 3:02.66     |
| 1995        | بطولة العالم لألعاب القوى 1995          | غوتنبرغ             | 2           | 400 م حواجز   | 48.03       |
| 1996        | الألعاب الأولمبية الصيفية 1996          | أتلانتا             | 2           | 400 م حواجز   | 47.78       |
| 1997        | بطولة العالم لألعاب القوى 1997          | أثينا               | 5           | 400 م حواجز   | 48.11       |
| 1998        | ألعاب النوايا الحسنة 1998               | يونيوندايل          | 7           | 400 م حواجز   | 48.96       |
| 1998        | بطولة أفريقيا لألعاب القوى 1998         | داكار               | 1           | 400 م حواجز   | 48.58       |
| 1998        | كأس العالم لألعاب القوى 1998            | جوهانسبرغ           | 1           | 400 م حواجز   | 48.08       |
| 1999        | بطولة العالم لألعاب القوى 1999          | إشبيلية             | 12          | 400 م حواجز   | 49.28       |
| 2000        | الألعاب الأولمبية الصيفية 2000          | سيدني               | 10          | 400 م حواجز   | 48.98       |

## روابط خارجية
- سموئيل ماتيتي على موقع الاتحاد الدولي لألعاب القوى (الإنجليزية)
- سموئيل ماتيتي على موقع اللجنة الأولمبية الدولية (الإنجليزية)
- سموئيل ماتيتي على موقع أوليمبيديا (الإنجليزية)
- سموئيل ماتيتي على موقع اتحاد ألعاب الكومنولث (مؤرشف) (الإنجليزية)